# Ciudadanos Independientes de Barañáin
Ciudadanos Independientes de Barañain (CIB), es un partido político de centro, y local del municipio navarro de Barañáin.

## Historia
En 1992, nace el partido político CIB, que se presenta en la localidad navarra de Barañáin, el tercer ayuntamiento de Navarra.
Sus aspiraciones fueron defender los intereses de los berinianenses.
Consiguió llegar a la alcaldía de Barañáin por casualidad y por el gran error que cometió UPN en presentar su lista electoral fuera de plazo.
Entonces, muchos votantes de UPN tenían dos opciones: dar sus votos a otra lista electoral que se presentase o la abstención.
Pidieron a sus votantes votar a la lista electoral del CIB, Ciudadanos Independientes de Barañáin.
Joaquín Olloqui fue investido alcalde de Barañáin con los votos de su grupo y la abstención de los socialistas.
En las elecciones de 1999, fue la primera fuerza política empatada con 6 concejales con el PSN.
En las siguientes elecciones, en 2003, consiguió 3 concejales, la mitad de lo que había conseguido hacía cuatro años, ahora pasándole factura la vuelta de UPN al consistorio. Una de los 3 ediles del CIB coseguidos en los comicios de 2003, salió del partido quedando como trásfuga y apoyó la investidura del candidato socialista Josu Senosiain.
En 2007, fueron los primeros comicios en los que el CIB desde su fundación se quedó a las puertas de tener representación, quedándose con ningún edil.
- Datos: Q5770890